# AFC Cup 2005
De AFC Cup 2005 was de tweede editie van dit voetbaltoernooi voor clubs uit landen die zijn aangesloten bij de Asian Football Confederation (AFC).

## Deelname
Ten opzichte van de eerste editie kwamen de clubs uit Syrië dit jaar uit in de ‘hogere’ AFC Champions League 2005. Clubs uit Jemen, Myanmar, Noord-Korea en Oman werden uitgesloten voor deelname. Uit de overige negen landen namen twee clubs deel aan deze editie.
Centraal- en West-Azië
 Jordanië,  Libanon,  Turkmenistan
Oost-Azië
 Bangladesh,  Hongkong,  India,  Malediven,  Maleisië,  Singapore

## Groepsfase
Speeldata
1e wedstrijd: 9 maart
2e wedstrijd: 16 maart
3e wedstrijd: 6 april
4e wedstrijd: 20 april
5e wedstrijd: 11 mei
6e wedstrijd: 25 mei
De vijf groepswinnaars en de beste drie nummers twee gaan door naar de kwartfinale.
 Groen: Gekwalificeerd voor de kwartfinale 

#### Groep A
| # | Club                   | AW | W | G | V | PTN | V-T   |
| - | ---------------------- | -- | - | - | - | --- | ----- |
| 1 | Al-Faisaly             | 6  | 4 | 2 | 0 | 14  | 15-5  |
| 2 | Nebitçi Balkanabat     | 6  | 2 | 2 | 2 | 8   | 11-11 |
| 3 | East Bengal Calcutta   | 6  | 2 | 1 | 3 | 7   | 6-11  |
| 4 | Muktijoddha Sangsad KS | 6  | 1 | 1 | 4 | 4   | 0-7   |

| Club                   | EBC | FAI | MUK | NEB |
| ---------------------- | --- | --- | --- | --- |
| East Bengal Calcutta   |     | 0-1 | 0-0 | 3-2 |
| Al-Faisaly             | 5-0 |     | 2-1 | 1-1 |
| Muktijoddha Sangsad KS | 0-1 | 0-3 |     | 1-2 |
| Nebitçi Balkanabat     | 3-2 | 3-3 | 0-1 |     |

#### Groep B
| # | Club              | AW | W | G | V | PTN | V-T  |
| - | ----------------- | -- | - | - | - | --- | ---- |
| 1 | Al-Hoessein Irbid | 4  | 3 | 0 | 1 | 9   | 11-4 |
| 2 | Al-Ahed           | 4  | 3 | 0 | 1 | 9   | 6-6  |
| 3 | Dempo SC          | 4  | 0 | 0 | 4 | 0   | 0-7  |

| Club              | AHE | DEM | HOE |
| ----------------- | --- | --- | --- |
| Al-Ahed           |     | 1-0 | 4-2 |
| Dempo SC          | 0-1 |     | 0-3 |
| Al-Hoessein Irbid | 4-0 | 2-0 |     |

#### Groep C
| # | Club              | AW | W | G | V | PTN | V-T |
| - | ----------------- | -- | - | - | - | --- | --- |
| 1 | Al-Nejmeh Beiroet | 4  | 4 | 0 | 0 | 12  | 8-1 |
| 2 | Nisa Aşgabat      | 4  | 0 | 2 | 2 | 2   | 1-3 |
| 3 | Brothers Union    | 4  | 0 | 2 | 2 | 2   | 2-7 |

| Club              | BRO | NEJ | NIS |
| ----------------- | --- | --- | --- |
| Brothers Union    |     | 0-2 | 1-1 |
| Al-Nejmeh Beiroet | 4-1 |     | 1-0 |
| Nisa Aşgabat      | 0-0 | 0-1 |     |

#### Groep D
| # | Club               | AW | W | G | V | PTN | V-T  |
| - | ------------------ | -- | - | - | - | --- | ---- |
| 1 | Sun Hei FC         | 6  | 3 | 3 | 0 | 12  | 12-5 |
| 2 | Tampines Rovers    | 6  | 3 | 2 | 1 | 11  | 12-6 |
| 3 | Club Valencia Malé | 6  | 1 | 2 | 3 | 5   | 5-14 |
| 4 | Perak FA Ipoh      | 6  | 1 | 1 | 4 | 4   | 7-11 |

| Club               | PER | SUN | TAM | VAL |
| ------------------ | --- | --- | --- | --- |
| Perak FA Ipoh      |     | 0-1 | 2-1 | 1-2 |
| Sun Hei FC         | 2-1 |     | 1-1 | 6-1 |
| Tampines Rovers    | 4-2 | 1-1 |     | 1-0 |
| Club Valencia Malé | 1-1 | 1-1 | 0-4 |     |

#### Groep E
| # | Club              | AW | W | G | V | PTN | V-T  |
| - | ----------------- | -- | - | - | - | --- | ---- |
| 1 | Home United FC    | 6  | 4 | 1 | 1 | 13  | 13-5 |
| 2 | New Radiant Malé  | 6  | 3 | 1 | 2 | 10  | 6-4  |
| 3 | Pahang FA Kuantan | 6  | 2 | 3 | 1 | 9   | 10-8 |
| 4 | Happy Valley AA   | 6  | 0 | 1 | 5 | 1   | 2-14 |

| Club             | HAP | HOM | NEW | PAH |
| ---------------- | --- | --- | --- | --- |
| Happy Valley AA  |     | 0-1 | 0-2 | 1-1 |
| Home United FC   | 5-0 |     | 2-0 | 2-1 |
| New Radiant Malé | 2-0 | 1-0 |     | 1-1 |
| Pahang Kuanton   | 3-1 | 3-3 | 1-0 |     |

## Kwartfinale
De heenwedstrijden werden op 14 september gespeeld, de terugwedstrijden op 21 september.
| Team 1           | Tot. | Team 2            | 1e wedstr. | 2e wedstr. |
| ---------------- | ---- | ----------------- | ---------- | ---------- |
| Al-Faisaly       | 2-0  | Tampines Rovers   | 1-0        | 1-0        |
| New Radiant Malé | 1-0  | Al-Hoessein Irbid | 1-0        | 0-0        |
| Home United FC   | 2-6  | Al-Nejmeh Beiroet | 0-3        | 2-3        |
| Al-Ahed          | 2-3  | Sun Hei FC        | 1-0        | 1-3        |

## Halve finale
De heenwedstrijden werden op 14 september gespeeld, de terugwedstrijden op 21 september.
| Team 1            | Tot. | Team 2            | 1e wedstr. | 2e wedstr. |
| ----------------- | ---- | ----------------- | ---------- | ---------- |
| New Radiant Malé  | 2-5  | Al-Faisaly        | 1-1        | 1-4        |
| Al-Nejmeh Beiroet | 6-2  | Al-Nejmeh Beiroet | 3-0        | 3-2        |

## Finale
De heenwedstrijd werd op 19 oktober gespeeld, de terugwedstrijd op 26 oktober.
| Team 1     | Tot. | Team 2            | 1e wedstr. | 2e wedstr. |
| ---------- | ---- | ----------------- | ---------- | ---------- |
| Al-Faisaly | 4-2  | Al-Nejmeh Beiroet | 1-0        | 3-2        |

2004 · 
2005 · 
2006 · 
2007 · 
2008 · 
2009 ·
2010 ·
2011 ·
2012 ·
2013 ·
2014 ·
2015 ·
2016 ·
2017 ·
2018 ·
2019 ·
2020 ·
2021 ·
2022
Clubcompetities: AFC Champions League Elite · AFC Champions League Two · AFC Challenge League

Landencompetities: Aziatisch kampioenschap mannen · Aziatisch kampioenschap vrouwen

Voormalige competities: AFC Challenge Cup · AFC President's Cup · Aziatische supercup · AFC/OFC Cup Challenge · Aziatische beker voor bekerwinnaars · AFC Cup